# تيري بلانك
تيري آن بلانك عالمة جيوكيميائية أمريكية وعالمة براكين وأستاذة علوم الأرض في كلية كولومبيا [الإنجليزية] بجامعة كولومبيا ومرصد لامونت دوهرتي للأرض [الإنجليزية]. هي زميلة ماك آرثر عام 2012 وعضو في الأكاديمية الوطنية للعلوم. يتضمن عملها الأكثر بروزًا الكيمياء البلورية لمعادن الحمم البركانية (معظمها الأوليفينات) من أجل تحديد أعمار الصهارة وحركتها، مما يعطي أدلة على مدى سرعة ظهور الصهارة كحمم في البراكين. وعلى وجه الخصوص، اشتهرت بلانك بعملها في إنشاء رابط أقوى بين اندساس رواسب المحيطات والبراكين في أقواس المحيط. يمكن رؤية عملها الحالي على موقعها على الإنترنت.ذكرت بلانك أن اهتمامها بالبراكين بدأ عندما أخذها أستاذها في دارتموث برفقة طلاب آخرين إلى بركان أرينال في كوستاريكا. لقد جعلهم يجلسون ويتناولون الغداء وهم على قمة تدفق حمم بطيء الحركة وأثناء مشاهدة اللقطات الحمراء الساطعة للحمم البركانية تتكسر من أغلفتها السوداء. «كان رائعًا تمامًا، كيف لم يعجبك ذلك؟» استدعى بلانك الحدث إلى حالة الكوكب، مصدر أخبار معهد الأرض بجامعة كولومبيا.

## تعليم
ولدت بلانك في ويلمنغتون بولاية ديلاوير.  عندما كانت طفلة، نشأت في محجر شيست وكانت أصغر عضو في جمعية ديلاوير المعدنية في الصف الثالث. تخرجت من مدرسة تاتنال الثانوية في عام 1981 ثم تخرجت بامتياز في علوم الأرض من كلية دارتموث في عام 1985 مع أطروحتها «العقيق الصخري من كارديغان بلوتون، نيو هامبشير» (بالإنجليزية: Magmatic Garnets from the Cardigan Pluton, NH)‏تحت إشراف جون بي ليونز. حصلت على درجة الدكتوراه في علوم الأرض بامتياز في عام 1993 من جامعة كولومبيا، مرصد لامونت دوهرتي للأرض مع أطروحتها «ذوبان الوشاح وإعادة تدوير القشرة الأرضية في مناطق الاندساس» (بالإنجليزية: Mantle Melting and Crustal Recycling at Subduction Zones)‏ تحت إشراف تشارلز إتش لانغموير.

## الحياة المهنية
بدأت بلانك مهنة ما بعد الدكتوراه في جامعة كورنيل، وعمل تحت إشراف WM White من 1993 إلى 1995. من هناك، أصبحت بلانك أستاذًا مساعدًا في جامعة كانساس من 1995 إلى 1999. تعاونت هناك مع مستشارها للدكتوراه من كولومبيا (لانغموير) للعمل على أكثر منشوراتها اقتباسًا، «التركيب الكيميائي للرواسب المندرجة وعواقبها على القشرة والوشاح» (بالإنجليزية: The chemical composition of subducting sediment and its consequences for the crust and mantle)‏. من 1999 إلى 2007، كانت بلانك أستاذًا لعلوم الأرض في جامعة بوسطن (أستاذ مشارك من 1999 إلى 2005 وأستاذ من 2005 إلى 2007). منذ عام 2008، عملت بلانك في جامعة كولومبيا في نيويورك، وعُينت أستاذًا تذكاريًا لآرثر دي ستورك (بالإنجليزية: Arthur D. Storke)‏ في قسم علوم الأرض والبيئة. شغلت بلانك منصبين أستاذةً زائرةً في فرنسا: صيف 1998 في جامعة رين في رين وصيف 2002 في جامعة جوزيف فورييه في غرونوبل.

## التركيز على البحوث
أمضت حياتها المهنية في البحث عن الصهارة والبراكين. أحد المجالات المحددة لأبحاثها هو كيف يمكن للتركيب الكيميائي للصهارة والبلورات التي تتشكل أثناء الثوران أن توفر معلومات حول كمية الماء الموجودة أثناء الثوران وتشرح مدى انبعاثها. وهي تستخدم التحليل المجهري ونمذجة الانتشار المتطاير على طول أنابيب الذوبان الصغيرة والحفرات الموجودة في بلورات الزبرجد الزيتوني. قامت بعمل ميداني حول منطقة الحزام الناري بالفلبين ونيكاراغوا وأيسلندا وعبر جنوب غرب الولايات المتحدة وكذلك جزر ألوتيان. عملت بلانك في اللجنة التنفيذية المرصد الكربون العميق [الإنجليزية].كان اثنين من مساهماتها البحثية الرئيسية الأخرى هما لفهم توليد الصهارة وإعادة تدوير القشرة في مناطق الاندساس. أُنجز ذلك من خلال الملاحظة الجيوكيميائية لمعادن الزبرجد الزيتية الموجودة في الحمم البركانية. تركز أبحاثها على الصهارة التي تتطور بسبب الدورة التكتونية للصفائح، أي مناطق الاندساس. وبشكل أكثر تحديدًا، نشرت بلانك أوراقًا بارزة تتعقب الرواسب من قاع البحر إلى نهايتها النهائية كحمم بركانية من الأقواس البركانية. ظل هذا «تكوين» الصهارة من الرواسب، وكيفية فك ضغط الرواسب وبأي درجة حرارة ومحتوى مائي، هو البحث الذي تستثمر فيه وتهتم به أكثر.جاء أحد أبرز أعمال الدكتورة بلانك من التعاون مع لانغموير في عام 1998. لم يقتصر الأمر على أن التركيب الكيميائي وعواقبه على القشرة والوشاح وفّر ارتباطًا في التركيب الكيميائي بين رواسب المحيطات المتدفقة وتكوين الحمم البركانية من البراكين القوسية، ولكنه دعا أيضًا إلى تطوير تركيبة رواسب عالمية (GLOSS) تدفق مشابه للقشرة القارية العليا (UCC). قامت بلانك منذ ذلك الحين بتحديث GLOSS إلى GLOSS-II في منشورها لعام 2014، «التركيب الكيميائي للرواسب المندسة» (بالإنجليزية: Chemical composition of subducting sediments)‏.في واحدة من أحدث أوراقها، «البنية الحرارية وظروف الانصهار في الوشاح أسفل مقاطعة الحوض والسلسلة من علم الزلازل وعلم الصخور» (بالإنجليزية: Thermal structure and melting conditions in the mantle beneath the Basin and Range province from seismology and petrology)‏، قامت بالتعاون مع DW Forsyth، بمراجعة مقياس حرارة ذوبان الوشاح. لقد أجروا هذه المراجعة لإظهار تقديرات أكثر دقة للضغط وتوازن درجة الحرارة لذوبان الوشاح في منطقة الحوض والسلسلة بالولايات المتحدة.

## الجوائز
حصلت بلانك على جائزة جون إيبرس للجيولوجيا (بالإنجليزية: John Ebers Geology)‏ أثناء وجودها في كلية دارتموث. في عام 1998، حصلت بلانك على ميدالية هوترمانز من الرابطة الأوروبية للكيمياء الجيولوجية وكذلك ميدالية دوناث من الجمعية الجيولوجية الأمريكية.
في عام 2012، حصلت بلانك على منحة MacArthur Genius Grant وانتخبت العام التالي للأكاديمية الوطنية للعلوم. حصلت على درجة الدكتوراه الفخرية في العلوم من دارتموث في عام 2015، وفي عام 2016 انتخبت في الأكاديمية الأمريكية للفنون والعلوم. حصلت على ميدالية ولاستون من جمعية لندن الجيولوجية عام 2018.

## الزمالات
- زميل الجمعية الجيوكيميائية 2011
- زميل الجمعية المعدنية الأمريكية، 2009
- زميل الاتحاد الجيوفيزيائي الأمريكي، 2008
- زميل الجمعية الجيولوجية الأمريكية 1998
- زمالة ما بعد الدكتوراه في المؤسسة الوطنية للعلوم، 1993-1994
- زمالة الدراسات العليا في المؤسسة الوطنية للعلوم، 1985-1988
- زمالة برنامج حفر المحيطات JOI / USSAC، 1988-1990
- زميل بحث جامعي صيفي، GSO جامعة رود ايلاند، 1984

## منشورات مختارة
- «الهيكل الحراري وظروف الانصهار في الوشاح أسفل منطقة الحوض والسلسلة من علم الزلازل وعلم الصخور.» بلانك، تي. دي دبليو فورسيث. جيوكيمياء، جيوفيزياء، جيوسيستمز، المجلد. 17، عدد 4، 2016، ص.1312-1338. (2016) [15]
- «التركيب الكيميائي للرواسب المندسة.» بلانك، ت. في: HD Holland، KK Turekian (Eds. )، القشرة، أطروحة في الجيوكيمياء (الطبعة الثانية) 4، إلسفير، أكسفورد (2014)، ص. 607-629. [14]
- « نتائج NanoSIMS من عمليات الذوبان المستضافة بالزبرجد الزيتوني: معدل صعود الصهارة أثناء الثورات البازلتية المتفجرة.» لويد، أ. بلانك، تي ؛ روبريخت، ف. Hauri، EH، Rose، W ؛ جونرمان، HM مجلة علم البراكين وحجم أبحاث الطاقة الحرارية الأرضية: 283 ص: 1-18 (2014).[20]
- «الانصهار خلال المرحلة المتأخرة من الصدع في عفار حار وعميق» فيرغسون ، دي جي. ماكلينان، ياء ؛ باستو، أيداهو ؛ بايل، مارك ألماني ؛ جونز، إس إم، كير ؛ دي.، بلوندي، دينار ؛ بلانك، تي. يرغو، جي. نيتشر 07/2013 المجلد: 499 ص: 70-73 (2013) 0.1038 / nature12292 [21]
- «لماذا تحتوي صهارة القوس المافيك على حوالي 4٪ بالوزن من الماء في المتوسط؟ »بلانك، تي.، Kelley، KA، † Zimmer، MM، Hauri، EH and Wallace، PJ علوم الأرض والكواكب Letters، Frontiers Article Volume: 364 p: 168-179 (2013) [22]
- «تغذية الانفجارات الأنديزية باتصال عالي السرعة من الوشاح.» Ruprecht، P. and بلانك، تي. Nature Volume: 50 p: 68-72 (2013) doi: 10.1038 / nature12342 [23]
- «التركيب النظيري Hf-Nd للرواسب البحرية» Vervoort، Jeff D.؛ بلانك، تيري Prytulak، Julie Geochimica Et Cosmochimica Acta 10/2011 المجلد: 75 صفحة: 5903-5926 (2011) [24]
- « مقاييس حرارة الأرض الجديدة لتقدير درجات حرارة سطح البلاطة» بلانك، تي.؛ كوبر، إل. مانينغ. CE Nature Geoscience المجلد: 2 ص: 611-615 (2009) [25]

## روابط خارجية
- الصفحة الرئيسية تيري بلانك
- تيري بلانك في لامونت دوهرتي
- تيري بلانك منشورات مفهرسة من قبل جوجل سكولار
- السيرة الذاتية لمؤسسة ماك آرثر لتيري بلانك
- بلانك تناقش عملها وجائزة ماك آرثر للزمالة
- الهيكل الحراري وظروف الانصهار في الوشاح تحت الحوض والمقاطعة من علم الزلازل وعلم الصخور
- التركيب الكيميائي للرواسب الموصلة
- نتائج NanoSIMS من عمليات الذوبان المستضافة بالزبرجد الزيتوني: معدل صعود الصهارة أثناء الانفجارات البازلتية المتفجرة نسخة محفوظة 28 يناير 2021 على موقع واي باك مشين.
- الذوبان أثناء التصدع المتأخر في عفار حار وعميق نسخة محفوظة 24 يناير 2021 على موقع واي باك مشين.
- لماذا تحتوي صهارة القوس المافيك على حوالي 4٪ بالوزن من الماء في المتوسط؟ نسخة محفوظة 28 يناير 2021 على موقع واي باك مشين.
- تغذية الانفجارات الأنديزية باتصال عالي السرعة من الوشاح نسخة محفوظة 21 أكتوبر 2020 على موقع واي باك مشين.
- التركيب النظيري Hf-Nd للرواسب البحرية نسخة محفوظة 24 أكتوبر 2020 على موقع واي باك مشين.
- مقاييس حرارة الأرض الجديدة لتقدير درجات حرارة سطح البلاطة نسخة محفوظة 26 ديسمبر 2019 على موقع واي باك مشين.
- تيري بلانك: Volcano Maven
- تيري بلانك السيرة الذاتية